# Kuwait nos Jogos Olímpicos
O Kuwait competiu em 13 edições dos Jogos Olímpicos de Verão, incluindo os Jogos Olímpicos de Verão de 2020 e nunca disputou os Jogos Olímpicos de Inverno.
O Kuwait foi suspenso pelo COI por interferência governamental nas entidades esportivas. Com isso, os atletas kuwaitianos foram impedidos de competir na Olimpíada sob a própria bandeira, disputando com a bandeira de Atletas Olímpicos Independentes nos Jogos Olímpicos de Verão de 2016.

## Medalhistas de Bronze
| Medalha           | Nome               | Esporte        | Evento                         | Jogos       |
| ----------------- | ------------------ | -------------- | ------------------------------ | ----------- |
| Medalha de bronze | Fehaid Al Deehani  | Tiro Esportivo | Fossa Olímpica Dublê Masculino | Sydney 2000 |
| Medalha de bronze | Alrashidi Abdullah | Tiro Esportivo | Skeet                          | Tóquio 2020 |